# Morne du Bras des Lianes
Le morne du Bras des Lianes est un sommet de montagne de l'île de La Réunion, un département d'outre-mer français dans l'océan Indien. Situé dans les hauts de la commune de Bras-Panon, il culmine à 1 341 mètres d'altitude.